# Liste der Kulturdenkmäler in der Gießener Gesamtanlage XV
Die folgende Liste enthält die in der Denkmaltopographie ausgewiesenen Kulturdenkmäler auf dem Gebiet  der  Stadt Gießen, Landkreis Gießen, Hessen.
Hinweis: Die Reihenfolge der Denkmäler in dieser Liste orientiert sich zunächst an Stadtteilen und anschließend der Anschrift, alternativ ist sie auch nach der Bezeichnung, der vom Landesamt für Denkmalpflege vergebenen Nummer oder der Bauzeit sortierbar.
Kulturdenkmäler werden fortlaufend im Denkmalverzeichnis des Landes Hessen durch das Landesamt für Denkmalpflege Hessen auf Basis des Hessischen Denkmalschutzgesetzes (HDSchG) geführt. Die Schutzwürdigkeit eines Kulturdenkmals hängt nicht von der Eintragung in das Denkmalverzeichnis des Landes Hessen oder der Veröffentlichung in der Denkmaltopographie ab.

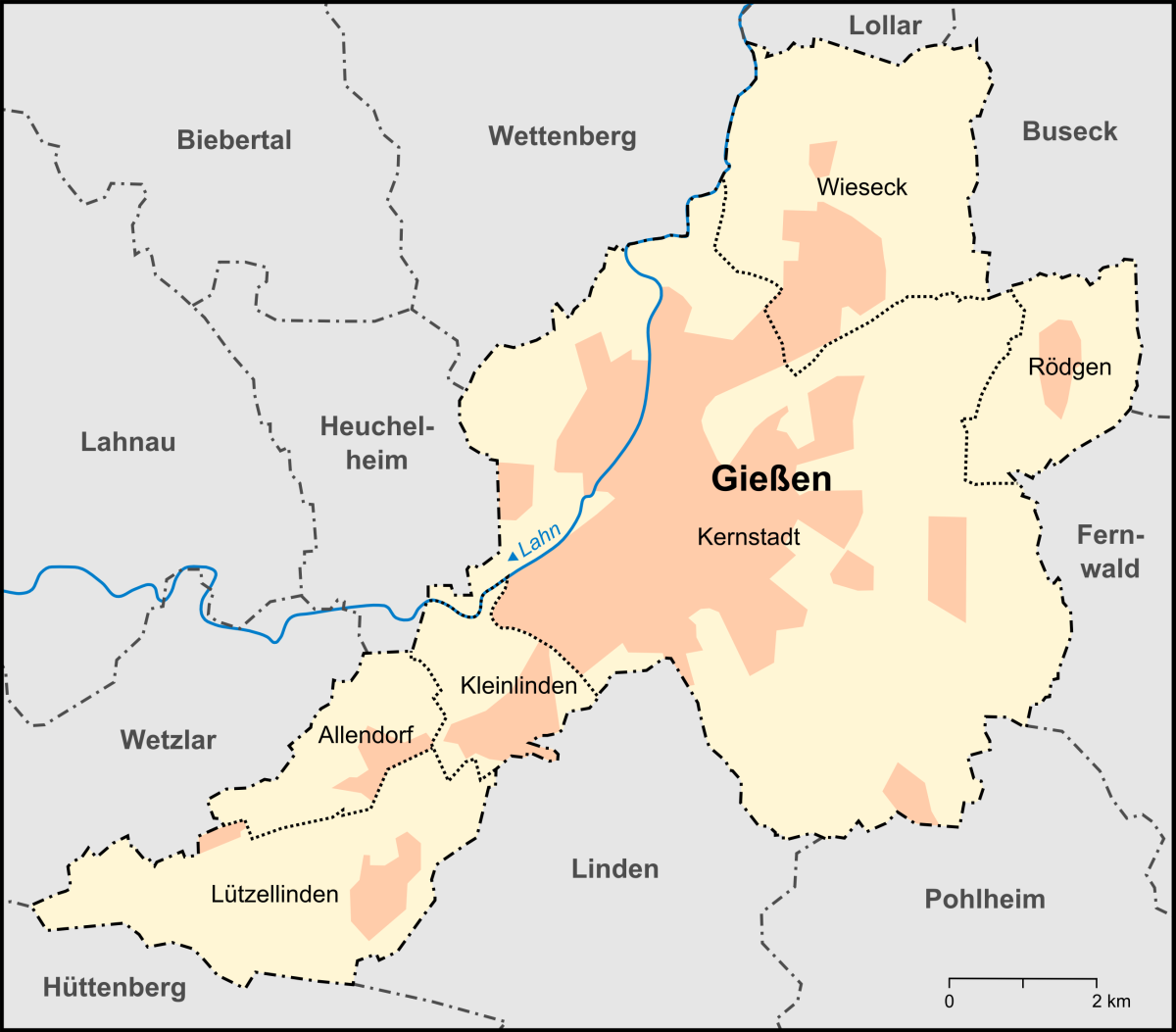
Gießener Stadtteile/Ortsbezirke

Diese Liste enthält alle Kulturdenkmäler der Gesamtanlage XV Kliniksviertel der Stadt Gießen.
| Bild                                                                   | Bezeichnung                                                            | Lage                                                  | Beschreibung | Bauzeit              | Objekt-Nr. |
| ---------------------------------------------------------------------- | ---------------------------------------------------------------------- | ----------------------------------------------------- | ------------ | -------------------- | ---------- |
|                                                                        |                                                                        | Am Steg 12 LageFlur: 7, Flurstück: 33/2               |              | Ende 19. Jahrhundert | 61324 DDB  |
| Neurologische Poliklinik                                               | Neurologische Poliklinik                                               | Am Steg 14 LageFlur: 7, Flurstück: 33/2               |              | Ende 19. Jahrhundert | 61326 DDB  |
| Psychiatrische Klinik                                                  | Psychiatrische Klinik                                                  | Am Steg 18 LageFlur: 7, Flurstück: 33/2               |              | Ende 19. Jahrhundert | 61328 DDB  |
| Psychiatrische Klinik                                                  | Psychiatrische Klinik                                                  | Am Steg 22 LageFlur: 7, Flurstück: 33/2               |              | Ende 19. Jahrhundert | 61330 DDB  |
| Klinische Pathopsychologie                                             | Klinische Pathopsychologie                                             | Am Steg 24 LageFlur: 7, Flurstück: 33/2               |              | Ende 19. Jahrhundert | 61332 DDB  |
|                                                                        |                                                                        | Am Steg 26 LageFlur: 7, Flurstück: 33/2               |              | Ende 19. Jahrhundert | 61334 DDB  |
| Sozialdienst                                                           | Sozialdienst                                                           | Am Steg 28 LageFlur: 7, Flurstück: 33/2               |              | Ende 19. Jahrhundert | 61336 DDB  |
|                                                                        |                                                                        | Am Steg 30 LageFlur: 7, Flurstück: 33/2               |              | Ende 19. Jahrhundert | 61338 DDB  |
| Psychiatrische Klinik                                                  | Psychiatrische Klinik                                                  | Am Steg 32 LageFlur: 7, Flurstück: 33/2               |              | Ende 19. Jahrhundert | 61340 DDB  |
|                                                                        |                                                                        | Frankfurter Straße 57 LageFlur: 5, Flurstück: 304/1   |              | 1884                 | 61344 DDB  |
|                                                                        |                                                                        | Frankfurter Straße 59 A LageFlur: 5, Flurstück: 305/3 |              | 1893                 | 61346 DDB  |
|                                                                        |                                                                        | Frankfurter Straße 61 LageFlur: 5, Flurstück: 306/2   |              | 1893                 | 61348 DDB  |
|                                                                        |                                                                        | Frankfurter Straße 69-71 LageFlur: 7, Flurstück: 2+3  |              | 1894                 | 61350 DDB  |
| Augenklinik                                                            | Augenklinik                                                            | Friedrichstraße 18 LageFlur: 5, Flurstück: 324/2      |              | 1907                 | 61352 DDB  |
|                                                                        |                                                                        | Friedrichstraße 20 LageFlur: 5, Flurstück: 324/2      |              | 1907                 | 61354 DDB  |
| Physiologisches Institut                                               | Physiologisches Institut                                               | Friedrichstraße 24 LageFlur: 5, Flurstück: 324/2      |              | 1923                 | 61355 DDB  |
| Heilstätte Seltersberg                                                 | Heilstätte Seltersberg                                                 | Gaffkystraße 5 LageFlur: 7, Flurstück: 159/4          |              | 1925 bis 1935        | 61357 DDB  |
| Hautklinik                                                             | Hautklinik                                                             | Gaffkystraße 14 LageFlur: 7, Flurstück: 33/2          |              | 1913                 | 61358 DDB  |
| Ehemalige Dienstwohnung des „Directors der Frauenklinik“ Prof. Löhlein | Ehemalige Dienstwohnung des „Directors der Frauenklinik“ Prof. Löhlein | Klinikstraße 28 LageFlur: 7, Flurstück: 33/2          |              | 1897                 | 61360 DDB  |
| Chirurgische Klinik                                                    | Chirurgische Klinik                                                    | Klinikstraße 29 LageFlur: 5, Flurstück: 324/2         |              | 1900 bis 1910        | 61362 DDB  |
| Frauenklinik                                                           | Frauenklinik                                                           | Klinikstraße 32 LageFlur: 7, Flurstück: 33/2          |              | 1890                 | 61364 DDB  |
| Medizinische Klinik                                                    | Medizinische Klinik                                                    | Klinikstraße 36 LageFlur: 7, Flurstück: 33/2          |              | 1885 bis 1895        | 61366 DDB  |
| Pathologisches Institut                                                | Pathologisches Institut                                                | Langhansstraße 10 LageFlur: 7, Flurstück: 33/2        |              | 1890                 | 61368 DDB  |